# 诺基亚6300
诺基亚6300是由诺基亚公司於2006年11月28日出品的一款移动电话产品。2020年12月，諾基亞推出6300 4G復刻版。4G復刻版支持Wi-Fi、蓝牙、 FM 收音机、 3.5mm 耳机孔、2.4 英寸显示屏、1500mAh 的电池。